# Tashi Zangmo
Tashi Zangmo (Wamrong, c. 1963) és una activista del Bhutan que ha estat directora executiva de la Bhutan Nuns Foundation (BNF, Fundació de monges del Bhutan), des del 2009.

## Joventut i carrera
Zangmo va néixer el 1963 a Wamrong, Bhutan. Va ser la primera noia del seu poble i de la seva família a anar a l'escola. Després dels seus estudis, va ser secretària de la funció pública durant la dècada del 1980.
Va obtenir títols d'educació superior de l'Índia i els Estats Units. Va obtenir el títol de Budologia de la Universitat Central d'Estudis Superiors Tibetans (ཝ་ཎ་མཐོ་སློབ), Varanasi i el grau BA en estudis de desenvolupament del Mount Holyoke College, Massachusetts. Més tard, va obtenir el màster i doctorat de la Universitat de Massachusetts, Amherst.
Després d'estudiar, va tornar al Bhutan i es va convertir en directora executiva de la Bhutan Nuns Foundation (BNF), que es va establir el 2009 sota el patrocini de la reina mare del Bhutan Tshering Yangdon.
El 2018 va ser una de les 100 dones de la llista 100 Women de la BBC.